# Black River (New York)
Pour les articles homonymes, voir Black River.
La Black River est une rivière américaine d'une longueur de 201 km qui coule dans l'État de New York. Elle est tributaire du lac Ontario et fait partie du bassin des Grands Lacs.